# Atsuyoshi Furuta
Atsuyoshi Furuta (古田 篤良, Furuta Atsuyoshi) né le 27 octobre 1952 à Préfecture de Hiroshima au Japon est un footballeur japonais.